# Cleisostomopsis eberhardtii
Cleisostomopsis eberhardtii är en orkidéart som först beskrevs av Achille Eugène Finet, och fick sitt nu gällande namn av Gunnar Seidenfaden. Cleisostomopsis eberhardtii ingår i släktet Cleisostomopsis, och familjen orkidéer. Inga underarter finns listade i Catalogue of Life.